# Таунгафаси, Офа
Анисето Офа Хе Моори Таунгафаси (род. 19 апреля 1992 года) — новозеландский регбист, выступающий на позиции как левого, так и правого столба. Игрок клуба Блюз и сборной Новой Зеландии.

## Карьера
Офа Таунгафаси был членом сборной Новой Зеландии на молодежном Кубке мира 2012. Отметился попыткой в полуфинальной игре с Уэльсом. В проигранном финале с ЮАР заработал красную карточку.
В 2013 году дебютировал за Блюз в Супер Регби.
В 2016 году вызван в состав All Blacks на трехматчевую серию тестовых матчей с Уэльсом.
В 2017 году в составе Блюз обыграл сборную Британских и ирландских Львов в рамках турне львов по Новой Зеландии.
Первым результативным действием отметился в игре против ЮАР, который закончился победой All Blacks 57-0.
В стартовом составе All Blacks впервые вышел в игре против Барбарианс в рамках зимних тестов 2017 года.
С 2018 года Таунгафаси стал основным столбом Блюз в сезоне Супер Регби. Тогда же продлил контракт с командой из Окленда до 2021 года.
На Кубке мира 2019 года сыграл 5 матчей. В составе команды стал бронзовым призером турнира.

## Личная жизнь
Таунгафаси переехал в Новую Зеландию в 2006 году. У него десять братьев и две младшие сестры. Его отец, Мофуике, играл за сборную и представлял Тонго на чемпионате мира 1987 года. Один из его братьев, Исилели , также является профессиональным игроком в регби и является товарищем по команде Офы в «Окленде». Туунгафази женат и является отцом трёх дочерей. Туунгафаси принял ислам в марте 2019 года.